# Erotomanie
Erotomania este o exagerare patologică a pasiunii iubirii, manifestată prin convingerea delirantă a unei persoane că este iubită.
Doctorul psihiatru Gaëtan Gatian de Clérambault (1872–1934) a calificat, în 1921, erotomania ca „delir pasional” din categoria „tulburărilor delirante cronice”. Mai nou, ea a fost introdusă în categoria „tulburări iluzionale”.
Bolnavul se simte irezistibil atras în sfera iubirii pure, platonice, până la trăirea delirantă, ceea ce deosebește erotomania de nimfomanie sau de satiriazis.
Erotomania afectează de cele mai multe ori femeile. Psihanaliștii opinează că mecanismul erotomaniei se bazează pe răstălmăcirea dorinței iubirii prin negare și protecție, formula „Îl iubesc” transformându-se în „Nu-l iubesc, el mă iubește”. Erotomanul se crede dorit de către o persoană considerată a fi de rang important (vedetă, om politic, pastor, medic, o persoană faimoasă, un superior de la serviciu). Fiecare din gesturile acestei persoane este interpretat drept un semn de încurajare sau de punere la încercare, inclusiv manifestările de indiferență sau de respingere.
De regulă, delirul evoluează in trei faze:
- speranța,
- ciuda,
- ranchiuna.

În acest ultim stadiu, de ranchiună, căutarea erotomaniacă poate să aibă ca efect trecerea la persecutarea persoanei vizate, cu scandaluri și alte acțiuni. În astfel de cazuri se impune spitalizarea, chiar internarea.